# Blidari (okręg Bacău)
Blidari – wieś w Rumunii, w okręgu Bacău, w gminie Căiuți. W 2011 roku liczyła 707 mieszkańców.